# 329e régiment d'artillerie
Pour les articles homonymes, voir 329e régiment.
Le 329e régiment d'artillerie (329e RA) est une ancienne unité d'artillerie française, active au début de la Seconde Guerre mondiale.

## Création et différentes dénominations
- 2 septembre 1939 : création
- 31 juillet 1940 : dissous

## Chefs de corps
Le régiment est commandé par le lieutenant-colonel Levasseur.

## Historique
Le 329e régiment d'artillerie tractée (329e RAT) est créé le 2 septembre 1939 par le centre mobilisateur d'artillerie 303 de Vernon. Il est mobilisé sur un type mixte, dit « régiment d'artillerie tractée derrière camions » : ses canons sont pour certains tractés par des camions routiers et d'autres par des tracteurs tous terrains. Il compte trois groupes de canons de 75 modèle 1897. 
Il forme dès septembre l'artillerie organique du corps de cavalerie. Engagé en Belgique dans la bataille de Hannut, il se replie ensuite jusqu'à Dunkerque. 
Il est dissous le 31 juillet 1940. 

## Décoration
Le régiment est cité à l'ordre de l'armée le 9 juin 1940 :

« Régiment de récente formation qui, sous la conduite de son Chef, le Lieutenant-Colonel Levasseur, s'est montré l'égal des plus beaux Régiments.
Constamment engagé du 10 au 27 Mai 1940, a, grâce à l'habileté de ses officiers et aux courage inébranlable de ses hommes, dans les circonstances les plus difficiles, et malgré les plus violents bombardements, conservé toute sa valeur combative et donné l'appui le plus fidèle aux Chars, aux Dragons Portés et à l'Infanterie. »

— Maxime Weygand, Ordre No 15C du commandement en chef de l'ensemble des théâtres d'opérations

## Uniforme
Le 329e RAT étant rattaché à une unité de cavalerie, ses hommes portaient l'étoile des « volants » (les artilleurs de cavalerie) sur leurs écussons.
L'insigne du régiment reprend cette étoile, surmontée d'un léopard d'or, en référence à la Normandie où est formé le régiment. En pointe, le numéro du régiment.